# Коженики
Ко́женики — село в Маловільшанській сільській громаді Білоцерківського району Київської області, до 2020 року центр сільської ради. Розташоване над річкою Рось. Засноване в 1622 році. Населення — близько 380 жителів.

## Історія
За адміністративно-територіальним поділом XVIII ст. село належало до Білоцерківської округи Київського намісництва, з 1797 р. Васильківського повіту Київської губернії.

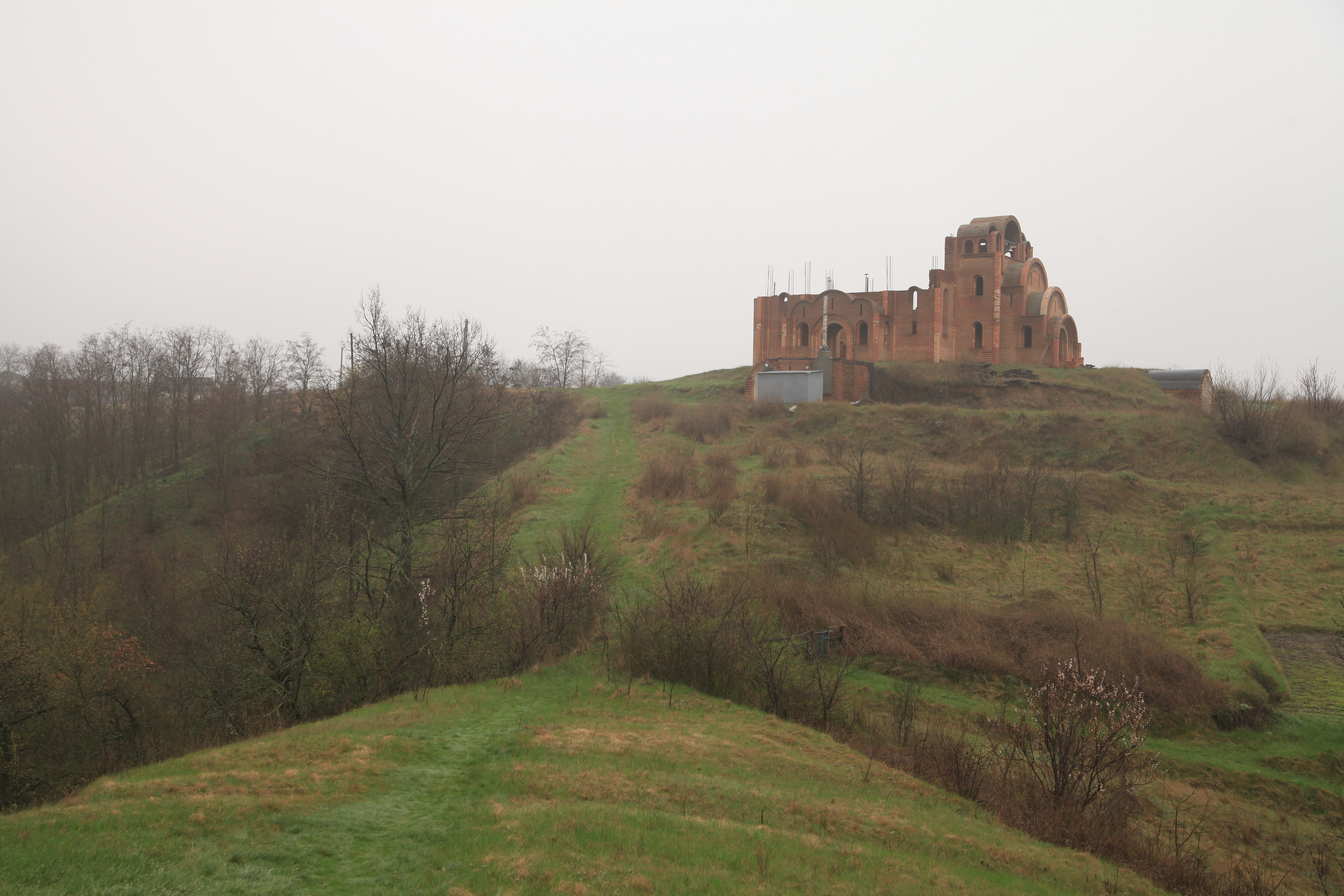
Городище Коженики

Метричні книги, клірові відомості, сповідні розписи церкви Покрова Пресвятої Богородиці с. Коженики Черкаської волості Васильківського повіту Київської губернії зберігаються в ЦДІАК України.
Під час організованого радянською владою Голодомору 1932—1933 років померло щонайменше 229 жителів села.
На території села знаходяться гори Попова, Лиса, Шпанківська, Солов'їха, Кривуха. Між селам Коженики та Клочки біля гори Солов'їха знайдено пам'ятку археології IX-V ст. до н.е. Неподалік збереглося 6 стародавніх курганів. Також відомо, що на цій горі знаходився форпост Київської Русі, з якого сигналізували появу кочівників до міста Юр'єва. 
Перша згадка у письмових джерелах датується 1622 роком. В реєстрі хуторів Білоцерківського староства село вказано під назвою Козаники, а у 1652 році згадується як Великі Козаники. 

## Населення

### Мова
Розподіл населення за рідною мовою за даними перепису 2001 року:
| Мова       | Відсоток |
| ---------- | -------- |
| українська | 96,88%   |
| російська  | 2,60%    |
| білоруська | 0,52%    |